# Las Rozas de Madrid
Las Rozas de Madrid – miasto położone w Hiszpanii we wspólnocie autonomicznej Madrytu w odległości ok. 18 km od stolicy kraju. W pobliżu miasta przebiega autostrada , łącząca Madryt z północą kraju. Las Rozas jest jednym z miast z najwyższym dochodem na głowę w regionie Wspólnoty Madrytu. W granicy miasta znajdują się 4 stacje kolejowe podmiejskiej sieci Cercanías Madrid: Las Rozas, Las Matas, El Pinar i Tejar.

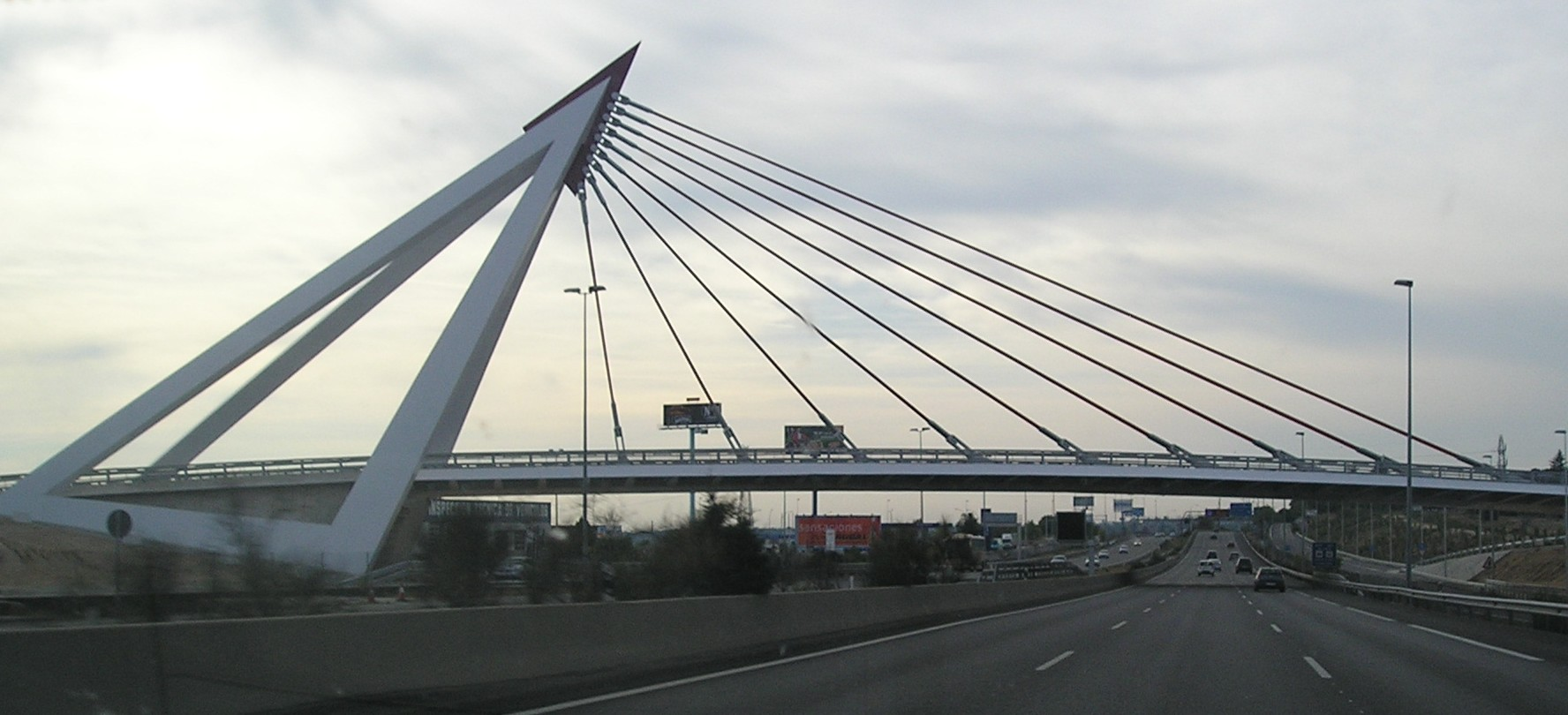
Most Puerta de Las Rozas nad autostradą A-6

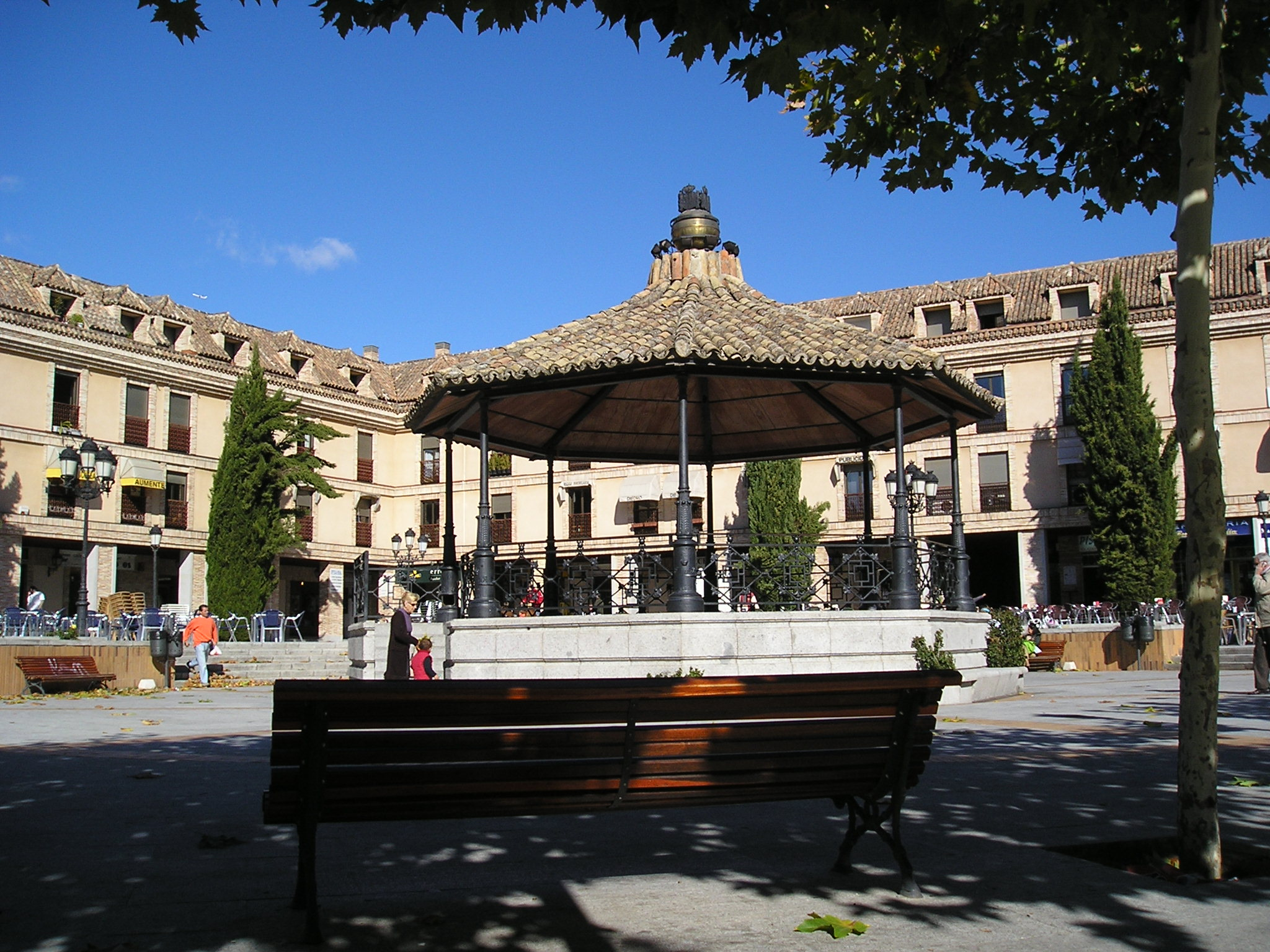
Plaza de España w Las Rozas